# Río Pudeto
Río Pudeto är en flodmynning i Chile.   Den ligger i regionen Región de Los Lagos, i den södra delen av landet, 1 000 km söder om huvudstaden Santiago de Chile.
I omgivningarna runt Río Pudeto växer i huvudsak blandskog. Runt Río Pudeto är det ganska glesbefolkat, med 29 invånare per kvadratkilometer.